# Patty Paradise - Le avventure di Patty Pravo
Patty Paradise - Le avventure di Patty Pravo è una pseudo-biografia della cantante italiana Patty Pravo, pubblicata nel 2000. Il libro, di 128 pagine, contiene una serie di disegni di Paolo Bacilieri e parte di interviste fatte a Patty Pravo durante l'intera carriera artistica. L'ideatore del libro è Franco Busatta e le varie dichiarazioni sono tratte da interviste, libri, fumetti, film, programmi radiofonici e siti internet. 

## Capitoli del libro
1. Introduzione - Pattume

2. Patty Paradise
1. La bomba '66
2. Piper: I Scream for an Ice Cream
3. Anime prave
4. Ma quale villa, Benedetto!
5. Tutte storie
6. Ragazza-scimmia del Beat
7. Caccia all'uomo '69
8. The End
9. Niente paura '94
10. La bambola '68
11. Imbecilli
12. In crisi '71
13. Italian Whore
14. Patty con diavolo
15. La voce delle stelle
16. Flash "Gordon"
17. Vamp
18. Vamp/Vampire
19. Verso il deserto '72
20. No, mamma, no!
21. PP e PPP '76
22. Lost Girls
23. La via Gluck
24. Tosse canina '77
25. Punk
26. Dignità
27. Telegatto Files '78
28. Musica leggera
29. Tra il dire e il dare '70
30. God Save the Queen '75
31. L'ambigua eroina
32. Emulsioni
33. Celluloide che passione
34. Jackie e Norma
35. Il Paradiso '57
36. Oh, my God, they killed Kennedy! You Bastard!
37. Punto di rottura
38. Dolly e Patty '97
39. Ritorno all'ovile
40. Tutto cominciò così '48
41. Ghost Tracks
42. La prima volta
43. Via
44. Una nuova famiglia
45. Another Day in Paradise
46. Quando i cloni plagiano
47. Dal micro al macro '87
48. La più smemorata '99
49. Seconda stella a destra

3. Bibliografia
1. Periodici e quotidiani
2. Libri
3. Programmi televisivi
4. Fumetti
5. Film
6. Programmi radiofonici
7. Siti internet

4. Note

## Edizione
- Paolo Bacilieri, Franco Busatta, Patty Paradise - Le avventure di Patty Pravo, Punto Zero, 2000. ISBN 88-86945-27-2.